# Les Sybarites
Les Sybarites (ou Sibaris) est un acte de ballet de Jean-Philippe Rameau sur un livret de Jean-François Marmontel, créé à Fontainebleau le 13 novembre 1753.
L'action se fonde sur une guerre entre les deux cités de Sybaris et de Crotone. Les Sybarites, menés par leur reine Hersilide n'ont en tête - comme il se doit - que les plaisirs, quand les Crotoniates conduits par leur roi Astole ne rêvent que d'exploits guerriers. Les crotoniates envahissent Sybaris pour y faire régner la morale, et la guerre cesse lorsque le roi de Crotone et la reine de Sybaris tombent amoureux l'un de l'autre.
L'ouvrage fut plus tard incorporé dans l'opéra-ballet Les Surprises de l'amour en tant que premier acte, remplaçant pendant quelque temps (1757-1758) l'entrée intitulée La Lyre enchantée.

## Discographie
- Sibaris par Le Concert de l'Hostel Dieu, Franck-Emmanuel Comte (Pierre Verany, 1999)

## Sources
- Philippe Beaussant (dir.), Rameau de A à Z, Paris, Fayard, mai 1983, 397 p. (ISBN 2-213-01277-6) p.473
- (en) Cuthbert Girdlestone, Jean-Philippe Rameau : His life and work, New York, Dover Publications, coll. « Dover books on music, music history », 1969, 2e éd. (1re éd. 1957), 631 p. (ISBN 0-486-26200-6, lire en ligne) p. 315